# Gouvernement Drnovšek IV
République de Slovénie
Bajuk Rop
Le gouvernement Drnovšek IV (en slovène : 6. vlada Republike Slovenije) est le gouvernement de la république de Slovénie entre le 30 novembre 2000 et le 19 décembre 2002, durant la 3e législature de l'Assemblée nationale.
Il est dirigé par le libéral-démocrate Janez Drnovšek, vainqueur à la majorité relative des élections législatives, et repose sur une coalition de trois partis du centre gauche au centre droit. Il succède au gouvernement minoritaire de centre droit d'Andrej Bajuk. Après l'élection de Drnovšek à la présidence de la République, il cède le pouvoir au gouvernement d'Anton Rop.

## Historique du mandat
Dirigé par l'ancien président du gouvernement social-libéral Janez Drnovšek, ce gouvernement est constitué et soutenu par une coalition entre la Démocratie libérale slovène (LDS), la Liste unie des sociaux-démocrates (ZLSD) et le Parti populaire slovène (SLS+SKD). Ensemble, ils disposent de 54 députés sur 90, soit 60 % des sièges de l'Assemblée nationale.
Il est formé à la suite des élections législatives du 15 octobre 2000.
Il succède donc au gouvernement d'Andrej Bajuk, constitué et soutenu par une coalition entre la Nouvelle Slovénie (NSi), le SLS+SKD et le Parti social-démocrate de Slovénie (SDSS).

### Formation
Au cours du scrutin, la Démocratie libérale conforte sa place de premier parti de Slovénie en réunissant plus de 36 % des voix, faisant élire 34 députés et devançant le SDSS de près de 20 points.
Le 10 novembre, un accord de coalition est conclu entre la LDS, la ZLSD, le SLS+SKD, ainsi que le Parti démocrate des retraités slovènes (DeSUS). Janez Drnovšek est proposé quatre jours plus tard comme candidat à la présidence du gouvernement par le président de la République Milan Kučan et reçoit le 17 novembre l'investiture de l'Assemblée nationale,,.
Le gouvernement, qui ne comprend pas de ministres issus du DeSUS, obtient le 30 novembre suivant la confiance des parlementaires par 66 voix favorables, recevant également l'appui du Parti de la jeunesse slovène (SMS), qui n'a signé aucun partenariat avec les partis de la majorité parlementaire,.

### Succession
Lors de l'élection présidentielle (sl) du 10 novembre 2002, Drnovšek se présente à la succession de Kučan. Il l'emporte au second tour, le 1er décembre, avec 56 % des voix devant l'indépendante Barbara Brezigar (sl), soutenue par le SDSS. Le 19 décembre, le ministre des Finances Anton Rop lui succède et forme son gouvernement de coalition.

## Composition
| Portefeuille                                                  | Titulaire | Titulaire                         | Parti   |
| ------------------------------------------------------------- | --------- | --------------------------------- | ------- |
| Président du gouvernement                                     |           | Janez Drnovšek                    | LDS     |
| Ministre des Finances                                         |           | Anton Rop                         | LDS     |
| Ministre de l'Intérieur                                       |           | Rado Bohinc                       | ZLSD    |
| Ministre des Affaires étrangères                              |           | Dimitrij Rupel                    | LDS     |
| Ministre de la Justice                                        |           | Ivan Bizjak                       | SLS+SKD |
| Ministre de la Défense                                        |           | Anton Grizold                     | LDS     |
| Ministre du Travail, de la Famille et des Affaires sociales   |           | Vlado Dimovski                    | ZLSD    |
| Ministre de l'Économie                                        |           | Tea Petrin                        | LDS     |
| Ministre de l'Agriculture, des Forêts et de l'Alimentation    |           | Franc But                         | SLS+SKD |
| Ministre de la Culture                                        |           | Andreja Rihter                    | ZLSD    |
| Ministre de l'Environnement et de l'Aménagement du territoire |           | Janez Kopač                       | LDS     |
| Ministre des Transports                                       |           | Jakob Presečnik                   | SLS+SKD |
| Ministre de la Société de l'information                       |           | Pavel Gantar                      | LDS     |
| Ministre de l'Éducation, de la Science et des Sports          |           | Lucija Čok                        | LDS     |
| Ministre de la Santé                                          |           | Dušan Keber                       | LDS     |
| Ministre sans portefeuille Chargé des Affaires européennes    |           | Igor Bavčar (jusqu'au 24/01/2002) | LDS     |
| Ministre sans portefeuille Chargé des Affaires européennes    |           | Janez Potočnik                    | Aucun   |